# Harry Eckardt
Harry Eckardt (* 29. Juni 1929 in Berlin) ist ein deutscher Wirtschaftswissenschaftler und ehemaliger Volkskammerabgeordneter für den Freien Deutschen Gewerkschaftsbund (FDGB).

## Leben
Eckardt stammte aus einer Berliner Angstelltenfamilie. Nach dem Besuch der Volks- und der Berufsschule besuchte er von 1950 bis 1952 die Deutsche Verwaltungsakademie Walter Ulbricht in Potsdam-Babelsberg, wo er das Staatsexamen als Diplom-Wirtschaftler ablegte. Er wurde BGL-Vorsitzender im VEB Berliner Werkzeugmaschinenfabrik Berlin-Marzahn.

## Politik
Eckart wurde 1958 BGL-Mitglied seines Betriebes. In der Wahlperiode von 1963 bis 1967 war er als Berliner Vertreter  Mitglied der FDGB-Fraktion in der Volkskammer der DDR. Er gehörte dem Ausschuss für Industrie, Bauwesen und Verkehr an.